# Шаньков, Иван Тимофеевич
Шаньков Иван Тимофеевич (4 июля 1931 года, д. Каменка, Кормянский район, Гомельская обл, БССР, СССР  — 12 апреля 1993 года, г. Гомель, Республика Беларусь) — работник советского рыболовно-промыслового флота, капитан-директор на судах Мурманского тралового флота, начальник Мурманского морского рыбного порта. Герой Социалистического Труда. Белорус.
Родился в деревне Каменка. Во время Великой Отечественной войны находился под оккупацией. После войны закончил Киевский речной техникум, затем, в 1953 году, Клайпедское мореходное училище, после чего получил направление в Мурманский траловый флот. В качестве третьего, затем второго помощника капитана работал на траулерах флота. В 1956 году был назначен старшим помощником капитана на большой морозильный траулер «Витебск». В 1960 году стал его капитаном-директором. Позже Иван Шаньков был переведен на  БМРТ «Гоголь». Под его руководством в 1965 году экипаж траулера установил рекорд, выловив 123 тысячи центнеров рыбы. За это достижение БМРТ «Гоголь» первым из кораблей тралового флота был награжден орденом Трудового Красного Знамени.        
7 июля 1966 года Указом Президиума Верховного Совета СССР за выдающиеся успехи, достигнутые в выполнении заданий семилетнего плана по добыче рыбы и производству рыбной продукции, Ивану Шанькову присвоено звание Героя Социалистического Труда с вручением ордена Ленина и золотой медали «Серп и Молот». В том же году он был назначен капитаном-директором на производственный рефрижераторный траулер «Апатит».        
С 1970 по 1974 год Депутат Верховного Совета СССР 8-го созыва.        
С 1980 по 1983 год — начальник Мурманского морского рыбного порта.        
В 1983 году в связи с болезнью переехал в г. Гомель. В 1984 году назначен заместителем начальника Белорусского бассейнового управления по охране и воспроизводству рыбных запасов и регулированию рыболовства.         
Умер 12 апреля 1993 года. Похоронен в г. Гомеле.

## Награды
- Орден Ленина (1966 год)
- Орден Октябрьской Революции (1969)
- Медаль «За доблестный труд»[1][2][3]

## Память
- Именем Ивана Шанькова назван траулер "Капитан Шаньков" (1996 год)
- На доме № 46 по проспекту Ленина, где жила семья Шаньковых, установлена мемориальная доска (2005 год)[6]